# Verteidigungsbezirkskommando 43
Das Verteidigungsbezirkskommando 43 war ein Verteidigungsbezirkskommando der Bundeswehr mit Sitz des Stabs in Darmstadt. Hauptaufgabe des Kommandos war die Territoriale Verteidigung in seinem Verteidigungsbezirk.

## Geschichte

### Aufstellung
Das Verteidigungsbezirkskommando wurde zur Einnahme der Heeresstruktur II in den 1960er-Jahren als Teil des Territorialheeres ausgeplant und dem Befehlshaber im Wehrbereich IV unterstellt. Angelehnt an die zivilen Verwaltungsgliederung entsprach der Verteidigungsbezirk in etwa dem Regierungsbezirk Darmstadt. Entsprechend war der Standort des Stabs Darmstadt.

### Auflösung
2001 wurde das Territorialheer aufgelöst. Die Wehrbereichskommandos und Verteidigungsbezirkskommandos wurden der neu aufgestellten Streitkräftebasis unterstellt. Die Wehrbereiche und Verteidigungsbezirke wurden grundlegend neu geordnet und ihre Anzahl reduziert. In Hessen wurden die Verteidigungsbezirkskommandos 44 und 43 außer Dienst gestellt und deren Kommandobereiche, die etwa den Regierungsbezirken Kassel und Darmstadt entsprachen, dem Verteidigungsbezirk 47 (entsprach bisher in etwa dem Regierungsbezirk Gießen) eingegliedert, das nun seinen Kommandobereich auf das gesamte Land Hessen ausdehnte.

## Gliederung
Das Verteidigungsbezirkskommando umfasste wie die meisten Truppenteile des Territorialheeres nur wenige aktive Soldaten. Erst im Verteidigungsfall konnte das Verteidigungsbezirkskommando durch die Einberufung von Reservisten und die Mobilmachung eingelagerten und zivilen Materials auf eine Truppenstärke anwachsen, die um 1989 etwa einer Brigade des Feldheeres entsprach. Die längste Zeit seines Bestehens untergliederte sich das Verteidigungsbezirkskommando abgeleitet von der zivilen Verwaltungsgliederung noch weiter in unterstellte Verteidigungskreiskommandos. Entweder direkt oder den Verteidigungskreiskommandos unterstellt waren mehrere Heimatschutzkompanien, ein Heimatschutzregiment und mehrere Sicherungsbataillone als Kern der infanteristisch geprägten Heimatschutztruppe.

## Verbandsabzeichen

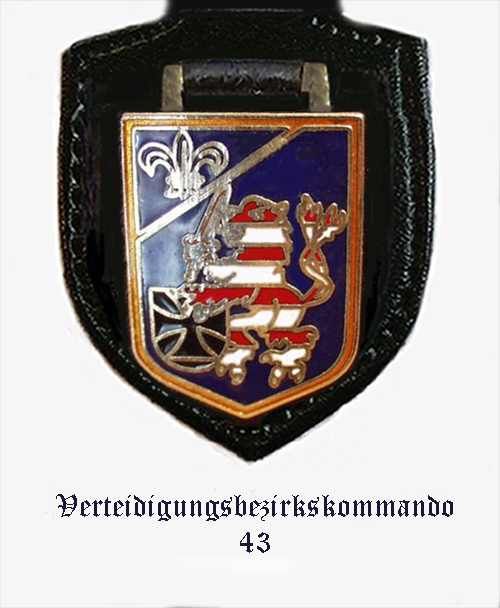
Internes Verbandsabzeichen des Stabes/Stabskompanie

Das Verteidigungsbezirkskommando führte aufgrund seiner Ausplanung als überwiegend nicht aktiver Truppenteil kein eigenes Verbandsabzeichen. Die wenigen aktiven Soldaten trugen daher das Verbandsabzeichen des übergeordneten Wehrbereichskommandos.
Als „Abzeichen“ wurde daher unpräzise manchmal das interne Verbandsabzeichen des Stabes und der Stabskompanie „pars pro toto“ für das gesamte Verteidigungsbezirkskommando genutzt. Es zeigte im Wesentlichen als Hinweis auf den Stationierungsraum als Figuren den bunten Löwen ähnlich wie im Landeswappen Hessens und die Lilie ähnlich wie im Darmstädter Stadtwappen, sowie das Eiserne Kreuz als Hoheitszeichen der Bundeswehr.